# Tutte le donne della mia vita
Pour plus de détails, voir Fiche technique et Distribution.
Tutte le donne della mia vita est une comédie italienne réalisée par Simona Izzo et sortie en 2007.

## Synopsis
Davide est un chef cuisinier de renommée internationale. Il a une grande limite : une incapacité totale à assumer des responsabilités. C'est pourquoi il n'a jamais voulu ouvrir son propre restaurant et n'a jamais pu maintenir une relation stable avec les femmes qui ont traversé sa vie.
Lorsqu'il est renvoyé du restaurant où il travaille, en raison de sa relation avec la femme du propriétaire, il retourne à Stromboli, sa ville natale, où il a un accident de plongée. À l'intérieur du caisson hyperbare, il se retrouve à retracer les moments les plus importants de sa vie, avec les femmes qui en ont fait partie, à commencer par sa mère Diletta, une femme qui s'occupe de mouettes et de chats ; Monica, peut-être la femme la plus importante de sa vie, avec qui Davide a eu son fils Tommaso ; Isabella, avec qui il a eu pendant des années une relation presque exclusivement épistolaire ; Stefania et ses mille obsessions pour parvenir à l'oublier.
L'accident de Stromboli le fait réfléchir sur les choses les plus importantes de la vie : après avoir découvert que son vrai père est en réalité une autre personne, dont il a hérité toute sa créativité, Davide commence pour la première fois à prendre les décisions importantes auxquelles il s'était soustrait dans le passé : il ouvrira son propre restaurant à Stromboli, le lieu où il est né et où il a passé son enfance, et il sera également un père plus présent.

## Fiche technique
- Titre original italien : Tutte le donne della mia vita[1]
- Réalisateur : Simona Izzo
- Scénario : Simona Izzo, Graziano Diana (it), Alexandra La Capria (it)
- Photographie : Blasco Giurato Dreville
- Montage : Massimo Quaglia
- Musique : Ennio Morricone
- Décors : Davide Bassan Kohout
- Costumes : Catia Dottori
- Production : Massimo Ferrero
- Société de production : Blu Cinematografica G.F.
- Pays de production :  Italie
- Langue originale : italien
- Format : Couleurs - 2,35:1
- Durée : 105 minutes
- Genre : Comédie
- Dates de sortie :
  - Italie : 13 avril 2007

## Distribution
- Luca Zingaretti : Davide Ferrero
- Vanessa Incontrada : Monica
- Michela Cescon : Stefania
- Lisa Gastoni : Diletta
- Rosalinda Celentano : Isabella
- Ricky Tognazzi : Rodolfo
- Elena Burika Diletta Strombolana
- Jane Alexander : Laura
- Claudio Bigagli Vittorio
- Francesco Benigno : Strombolicchio
- Eros Galbiati : Eros
- Haruhiko Yamanouchi : Saké
- Guido Ripanti : Tommaso

## Exploitation
Il est sorti dans les salles de cinéma italiennes le 13 avril 2007 et n'a rapporté que 811 000 euros.